# Давид VI Грузијски
Давид VI Грузијски или Давид (Давит) VI Нарин (груз. დავით VI ნარინი; Кутаиси, 1225 — Кутаиси, 1293) је био краљ Грузије (1245—1259), заједно са својим истоименим братом од ујака, а затим краљ њеног западног дела, Имеретије (1259—1293), под именом Давид I. Припадао је династији Багратиона.
Био је син грузијске краљице Русудан и њеног супруга Гијасадина, унука иконијског султана Килиџа Арслана II, који се у том браку преобратио у хришћанство. Владавина његове мајке била је бурна. Грузија је трпела нападе са многих страна и коначно била приморана да призна врховну власт Монголског царства. У страху да ће њен синовац, такође Давид, желети да се попне на престо, Русудан га је послала у заточеништво на двор иконијског султана, а Давида Нарина на двор великог кана у Каракорум, како би добио признање да је он наследник Грузијске краљевине. Русудан је умрла 1245. год. не дочекавши синовљев повратак са монголског двора.
По њеној смрти Монголи су поделили Кавказ на осам тумена, али је такав систем ускоро био укинут због побуне. Да би лакше контролисали земљу, услед очигледне наследне кризе, иако је већина племства подржавала Давида Нарина, Монголи су поделили грузијске племиће на две супарничке стране, од којих је свака заступала свог кандидата за круну. Нарину се убрзо на монголском двору придружио и његов истоимени брат од ујака, па су обојица присуствовали церемонији избора великог кана Гујука 1246. године, обојица покушавајући да добију власт над Грузијом за себе. Резултат је био постављање обојице за краљеве Грузије, 1247. године, па су обојица носили титулу мепе, грузијски еквивалент титули краља. По подели власти, Нарин је добио западну половину краљевства, а његов брат и имењак источну. Такође, Давид Нарин је био подређен брату, одакле и његов епитет Нарин, што значи Млађи, док је брат надаље био познат као Давид VII Улу или Давид VII Старији. По укидању туменског уређења, Монголи су пажљиво пратили грузијску администрацију како би обезбедили сталан прилив пореза и данка, а Грузини су такође били присиљени да служе као војници у монголским ратовима, док су синови племића служили у кешигу, кановској гарди.
У наредним годинама оба Давида су показивали Монголима непоколебљиву лојалност и после смене на челу Монголског царства и доласка на власт великог кана Монгкеа 1251. год. Кренувши у поход на Блиски исток, 1253. године, Хулагу-кану је нарочито било стало да искористи политичке и верске подељености тог дела света. Нападајући махом муслимане, он се трудио да одржи што боље односе са Грузинима и Јерменима. Многобројни грузијско-јерменски војни одреди учествовали у монголском освајању Аламута 1256. год. и Багдада 1258. год. На тај начин Грузија је држана у покорности. Од 1256. године, Грузија је била вазал Хулагуовог Илканата - монголског каната са центром у Персији.
Грузија је у овим походима изгубила на десетине хиљада војника, оставши без домаћих бранилаца против монголских снага слатих да сузбију спонтане побуне које су избијале због великих пореза и тешког терета војне службе. Земља је тешко страдала од последица побуна против монголских власти, а још разорнији од монголских казнених експедиција били су унутрашњи сукоби између струја лојалних и нелојалних Монголима. Године 1259. грузијски племићи предвођени Давидом Нарином устали су против Монгола, издвојивши из јединствене Грузије краљевину Имеретију на западу. Устанку се придружио и Давид Улу, али је био поражен у бици код Горија 1260. године и после сурове монголске одмазде 1261. године био приморан да побегне код брата.
Давид Нарин је, због јаких утврђења и планинских одлика терена са уским и несавладивим теснацима у Имеретији, остао несавладан. Мир с Монголима је постигнут 1262. године, када се Давид Улу вратио у Тбилиси као монголски вазал, док је Давид Нарин само номинално признао монголску власт, наставивши да влада самостално. Разлог оволикој Хулагуовој толерантности према некоме ко се побунио против њихове власти, а нарочито према Давиду Нарину, кога није ни настојао да врати у вазални однос који би био нешто више од формалног, лежи у томе што се илкан од 1261. године налазио у рату са Златном хордом, монголским канатом са центром у Русији, који је био већих размера.
Наредних година Давид Нарин је развио живу дипломатску активност. Одржавао је пријатељске односе са Златном хордом и Мамелучким султанатом у Египту, најопаснијим непријатељима Илканата. Током 1270-их је дошло до покушаја Хулагуовог наследника Абаке да врати Имеретију под своју власт, али се Давид Нарин на крају одржао. Користивши немире настале у Илканату почетком 1280-их, Давид је почео да води агресивнију спољашњу политику. Покушао да прошири свој утицај на Трапезунтско царство, које је пре монголске инвазије било под јаким грузијским утицајем. Користивши што је цар Јован II Велики Комнин био у посети Константинопољу ради измирења са Византијом, он је 1282. год. напао Трапезунт. Није успео да га освоји, али је успео да добије одређена територијална проширења и да 1284. године на његовом престолу устоличи Теодору Велику Комнину, Јованову полусестру, кћерку грузијске принцезе. Међутим, Теодора је следеће године збачена, а Јован се вратио на власт.
После погубљења свог синовца Деметрија II због завере против илкана Аргуна 1289. год, пошто је илкан изгубио поверење у његову грану династије Багратиона, за краља Грузије је постављен Давидов син Вахтанг и ожењен Олџатаи, Абакином кћерком. Вахтангова власт, попут владавине његових претходника, није била успостављена у целој земљи, јер је у Имеретији још увек владао његов отац Давид. Вахтанг је умро већ 1292. године, а титула краља Грузије је враћена грани Давида Улуа.
Крај Давидове владавине био је обележен безбрижношћу у Имеретији, јер услед нових унутрашњих сукоба у Илканату, није постојала могућност да би исти покушао да је покори. Давид је умро 1293. год. у својој престоници Кутаисију. Сахрањен је у манастиру Гелати. На престолу га је наследио син Константин.
Женио се два пута. Први пут са Тамаром из локалне племићке породице Аманелисдзе, а други пут 1254. године са Теодором Палеологином, кћерком Михаила Палеолога, тадашњег команданта латинских плаћеника у Никејском царству, будућег византијског цара Михаила VIII. Од Давидове деце познати су синови:
- Вахтанг, краљ Грузије;
- Константин, будући краљ Имеретије;
- Михаило, будући краљ Имеретије;
- Александар.

При чему је Вахтанг био из првог брака, мајка Константина и Михаила није сигурна, а Александар је био син византијске принцезе. 

## Галерија
- Дирхам Давида VI Нарина, кован у Тбилисију 1247. године, који наводи великог кана Гујука као господара на реверсу (десно), а приказује краља на аверсу (лево).[б]
- Монограм Давида VI на новчићу из 1245. год.
- Подела Грузије на источни и западни део (1245—1259).
- Са лева на десно Константин I и Михаило, синови Давида VI и будући краљеви Имеретије. Фреска из манастира Гелати.

## Породично стабло
|  |                                        |  |  |  |  |  |  |  |  |  |  |  |  |  |  |  |
|  | 16. Месуд I, иконијски султан          |  |  |  |  |  |  |  |  |  |  |  |  |  |  |  |
|  |                                        |  |  |  |  |  |  |  |  |  |  |  |  |  |  |  |
|  |                                        |  |  |  |  |  |  |  |  |  |  |  |  |  |  |  |
|  | 8. Килиџ Арслан II, иконијски султан   |  |  |  |  |  |  |  |  |  |  |  |  |  |  |  |
|  |                                        |  |  |  |  |  |  |  |  |  |  |  |  |  |  |  |
|  |                                        |  |  |  |  |  |  |  |  |  |  |  |  |  |  |  |
|  | 4. Мугисадин Тогрул-шах, емир Ерзурума |  |  |  |  |  |  |  |  |  |  |  |  |  |  |  |
|  |                                        |  |  |  |  |  |  |  |  |  |  |  |  |  |  |  |
|  |                                        |  |  |  |  |  |  |  |  |  |  |  |  |  |  |  |
|  | 2. Гијасадин, селџучки принц           |  |  |  |  |  |  |  |  |  |  |  |  |  |  |  |
|  |                                        |  |  |  |  |  |  |  |  |  |  |  |  |  |  |  |
|  |                                        |  |  |  |  |  |  |  |  |  |  |  |  |  |  |  |
|  | 10. Саиф ад-Дин Бегтимур, емир Ахлата  |  |  |  |  |  |  |  |  |  |  |  |  |  |  |  |
|  |                                        |  |  |  |  |  |  |  |  |  |  |  |  |  |  |  |
|  |                                        |  |  |  |  |  |  |  |  |  |  |  |  |  |  |  |
|  | 5. име непознато                       |  |  |  |  |  |  |  |  |  |  |  |  |  |  |  |
|  |                                        |  |  |  |  |  |  |  |  |  |  |  |  |  |  |  |
|  |                                        |  |  |  |  |  |  |  |  |  |  |  |  |  |  |  |
|  | 1. Давид VI Грузијски                  |  |  |  |  |  |  |  |  |  |  |  |  |  |  |  |
|  |                                        |  |  |  |  |  |  |  |  |  |  |  |  |  |  |  |
|  |                                        |  |  |  |  |  |  |  |  |  |  |  |  |  |  |  |
|  | 24. Атон, краљ Осета                   |  |  |  |  |  |  |  |  |  |  |  |  |  |  |  |
|  |                                        |  |  |  |  |  |  |  |  |  |  |  |  |  |  |  |
|  |                                        |  |  |  |  |  |  |  |  |  |  |  |  |  |  |  |
|  | 12. Џадарон, краљ Осета                |  |  |  |  |  |  |  |  |  |  |  |  |  |  |  |
|  |                                        |  |  |  |  |  |  |  |  |  |  |  |  |  |  |  |
|  |                                        |  |  |  |  |  |  |  |  |  |  |  |  |  |  |  |
|  | 6. Давид Сослан                        |  |  |  |  |  |  |  |  |  |  |  |  |  |  |  |
|  |                                        |  |  |  |  |  |  |  |  |  |  |  |  |  |  |  |
|  |                                        |  |  |  |  |  |  |  |  |  |  |  |  |  |  |  |
|  | 3. Русудан, краљица Грузије            |  |  |  |  |  |  |  |  |  |  |  |  |  |  |  |
|  |                                        |  |  |  |  |  |  |  |  |  |  |  |  |  |  |  |
|  |                                        |  |  |  |  |  |  |  |  |  |  |  |  |  |  |  |
|  | 28. Деметрије I, краљ Грузије          |  |  |  |  |  |  |  |  |  |  |  |  |  |  |  |
|  |                                        |  |  |  |  |  |  |  |  |  |  |  |  |  |  |  |
|  |                                        |  |  |  |  |  |  |  |  |  |  |  |  |  |  |  |
|  | 14. Георгије III, краљ Грузије         |  |  |  |  |  |  |  |  |  |  |  |  |  |  |  |
|  |                                        |  |  |  |  |  |  |  |  |  |  |  |  |  |  |  |
|  |                                        |  |  |  |  |  |  |  |  |  |  |  |  |  |  |  |
|  | 7. Тамара, краљица Грузије             |  |  |  |  |  |  |  |  |  |  |  |  |  |  |  |
|  |                                        |  |  |  |  |  |  |  |  |  |  |  |  |  |  |  |
|  |                                        |  |  |  |  |  |  |  |  |  |  |  |  |  |  |  |
|  | 30. Кудан, краљ Осета                  |  |  |  |  |  |  |  |  |  |  |  |  |  |  |  |
|  |                                        |  |  |  |  |  |  |  |  |  |  |  |  |  |  |  |
|  |                                        |  |  |  |  |  |  |  |  |  |  |  |  |  |  |  |
|  | 15. Бурдукан од Аланије                |  |  |  |  |  |  |  |  |  |  |  |  |  |  |  |
|  |                                        |  |  |  |  |  |  |  |  |  |  |  |  |  |  |  |
|  |                                        |  |  |  |  |  |  |  |  |  |  |  |  |  |  |  |